# Smuggler's Run
Smuggler's Run (lett. "fuga del contrabbandiere") è un videogioco simulatore di guida pubblicato in esclusiva dalla Rockstar Games per PlayStation 2, nel 2000 e per Game Boy Advance nel 2002.

## Trama
Nel gioco si impersona un contrabbandiere americano, che deve scappare dalla polizia di confine, dall'esercito, dalla CIA e dagli altri contrabbandieri in tre vaste mappe, quali la foresta, il deserto e la "neve" (foresta innevata). Si potrà scegliere tra una varietà di 6 mezzi (buggy, S.U.V., camion, auto da rally, camion massiccio e veicolo militare), ognuno dei quali può vantare capacità uniche.

## Modalità di gioco
Il protagonista può chiamare a sua difesa tre dei suoi uomini, può guidare dove vuole nelle vaste mappe, ed anche effettuare collisioni contro le auto, oggetti e montagne.

### Multiplayer
Nel gioco è anche possibile giocare in due giocatori, dove si deve raccogliere uno o più oggetti e consegnarli nel punto prestabilito, senza farseli rubare da altri con lo stesso scopo.

## Accoglienza
La rivista Play Generation diede alla versione per PlayStation 2 un punteggio di 70/100, trovandolo tra i migliori titoli di lancio di PS2, divenuto obsoleto tecnicamente e strutturalmente ma ancora immediato e divertente.